# Dekanat Żary
Dekanat Żary – jeden z 30 dekanatów należący do diecezji zielonogórsko-gorzowskiej, metropolii szczecińsko-kamieńskiej, Kościoła rzymskokatolickiego w Polsce.

## Władze dekanatu
- Dziekan: ks. Tadeusz Masłowski
- Wicedziekan: ks. Janusz Mikołajewicz
- Ojciec duchowny: ks. Andrzej Tomkowski
- Dekanalny duszpasterz młodzieży i powołań: ks. Waldemar Kostrzewski

## Parafie
- Bieniów – Parafia Niepokalanego Poczęcia Najświętszej Maryi Panny w Bieniowie

Białowice – Kościół filialny pw. Najświętszego Serca Pana Jezusa
Biedrzychowice – Kościół filialny pw. Podwyższenia Krzyża Świętego
- Drożków – Parafia Podwyższenia Krzyża Świętego w Drożkowie
- Lipinki Łużyckie – Parafia pw. św. Antoniego Padewskiego

Boruszyn – Kaplica św. Rozalii
Pietrzyków – Kościół Dobrego Pasterza
- Mirostowice Dolne – Parafia św. Barbary w Mirostowicach Dolnych

Jankowa Żagańska – Kościół filialny pw. św. Stanisława Kostki
Mirostowice Górne – Kościół filialny pw. Matki Bożej Częstochowskiej
- Olbrachtów – Parafia św. Michała Archanioła w Olbrachtowie

Piotrów – Kościół filialny pw. św. Michała Archanioła
- Sieniawa Żarska – Parafia Świętych Apostołów Piotra i Pawła w Sieniawie Żarskiej

Brzostowa – Kościół filialny pw. św. Franciszka
Miłowice – Kościół filialny pw. św. Antoniego
- Złotnik – Parafia św. Jana Chrzciciela w Złotniku

Lubomyśl – Kościół filialny pw. Matki Bożej Częstochowskiej
- Żary – Parafia pw. Matki Bożej Szkaplerznej

Szczepanów – Kościół filialny pw. Najświętszego Serca Pana Jezusa
Żary – Kaplica w Domu Rekolekcyjnym
- Żary  – Parafia pw. Miłosierdzia Bożego

Żary – Kaplica pw. św. Brata Alberta w Domu Samotnej Matki
- Żary – Parafia pw. Najświętszego Serca Pana Jezusa

Żary– Kościół filialny pw. św. Piotra i Pawła
Olszyniec – Kaplica pw. Matki Bożej Częstochowskiej
- Żary – Parafia pw. św. Józefa Oblubieńca

Żary – Kaplica MB Różańcowej
- Żary  – Parafia pw. Wniebowzięcia Najświętszej Maryi Panny